# ウワナベ古墳

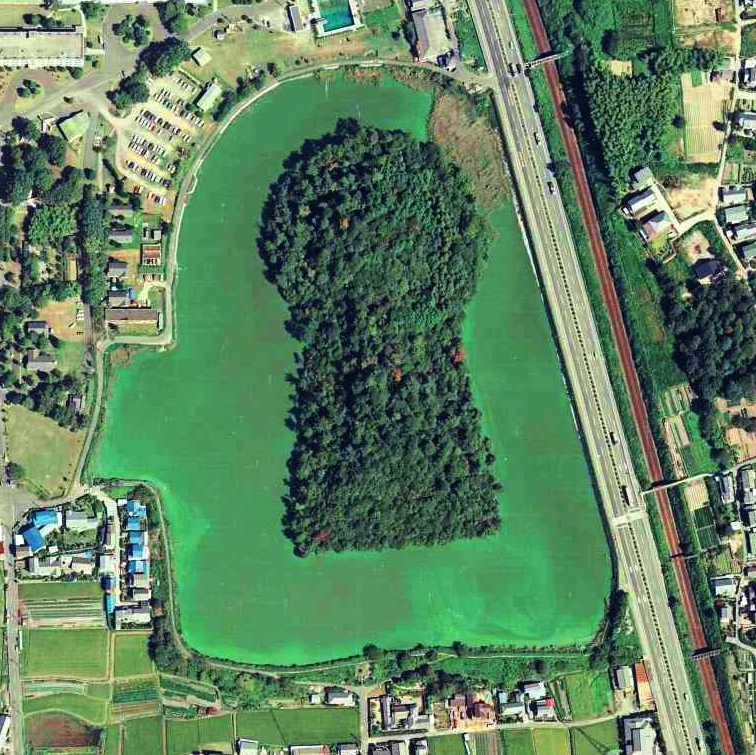
ウワナベ古墳の空中写真（1979年）

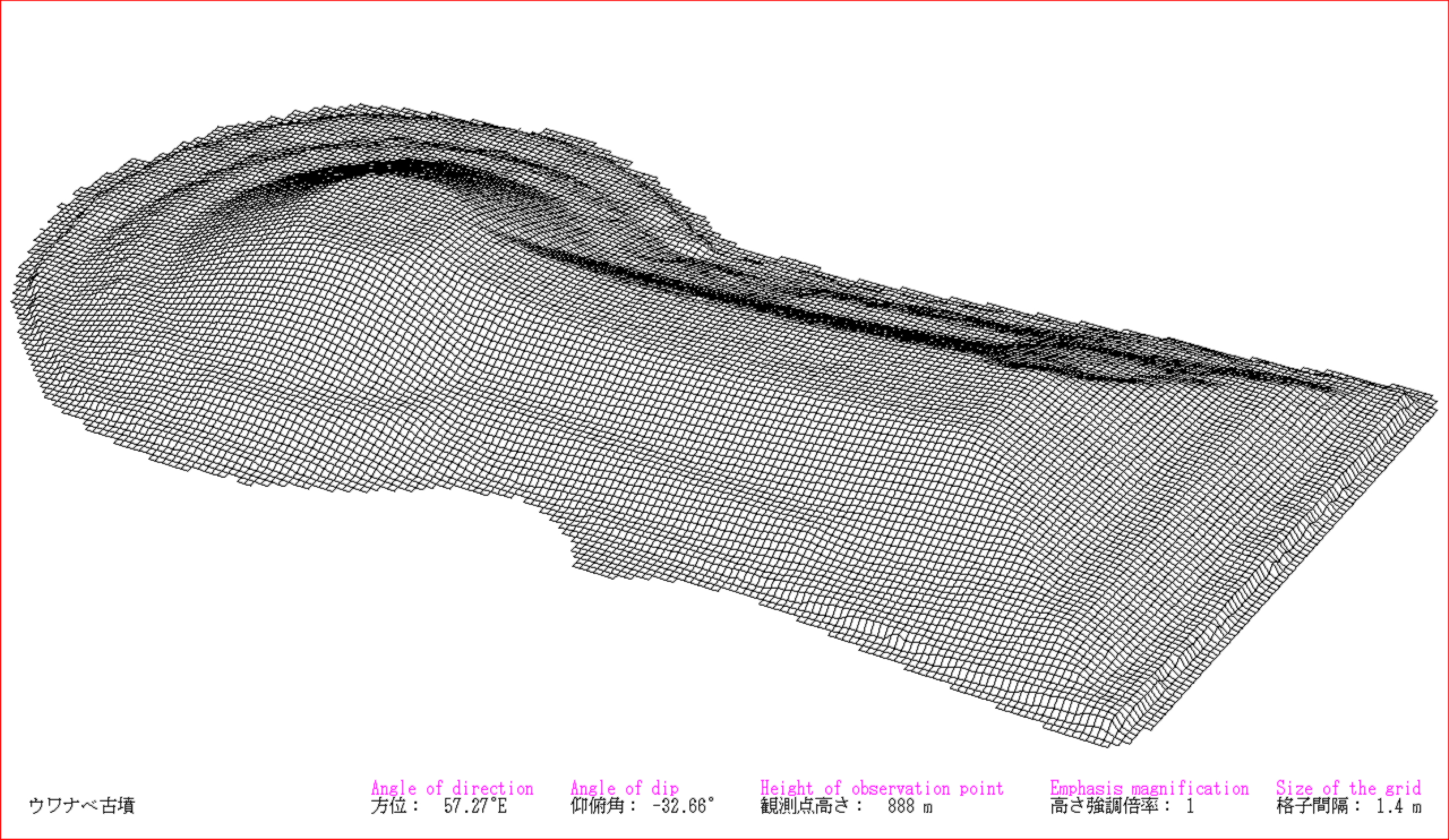
3DCGで描画したウワナベ古墳

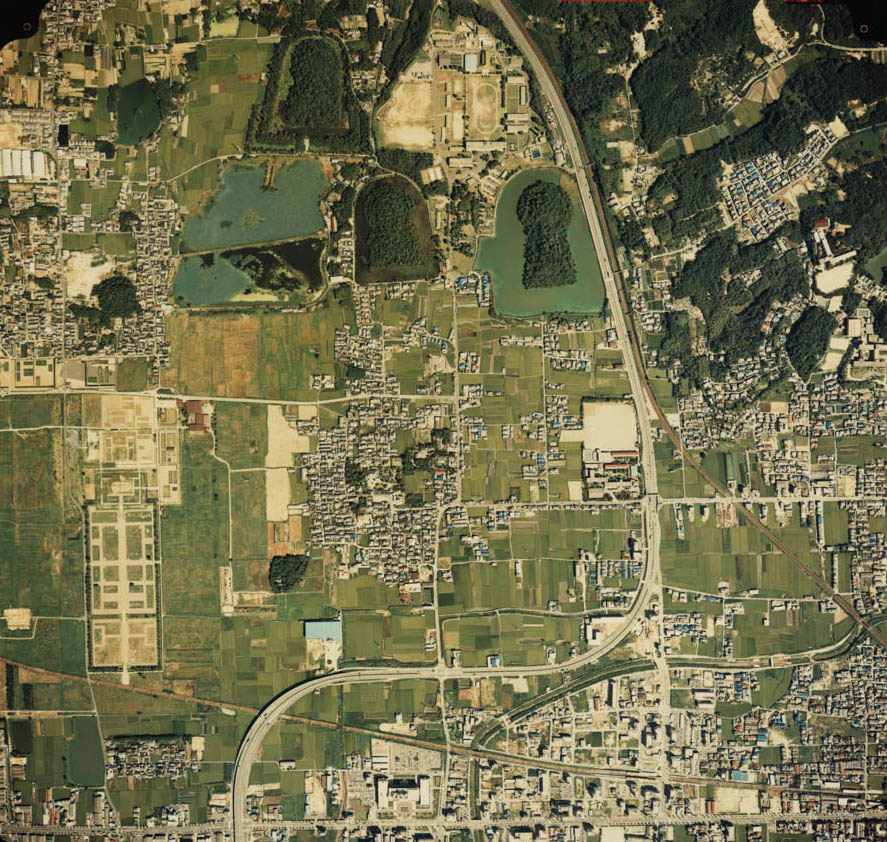
平城宮跡（左下）と佐紀盾列古墳群
古墳群の東端、国道24号線の西に面しているものがウワナベ古墳

ウワナベ古墳（うわなべ こふん、宇和奈邊古墳、宇和奈辺古墳）は、奈良県奈良市法華寺町にある前方後円墳。佐紀盾列古墳群（ウワナベ古墳群）を構成する古墳の一つで、古墳群の最東端に位置し、もっとも大きい巨大古墳。
5世紀中頃に作られたとされており、応神天皇の娘、仁徳天皇の皇后である八田皇女の陵墓参考地として治定されている。

## 構造と規模
墳丘は三段で、斜面に葺石が敷かれ、一段目の周囲は埴輪が並べられていた。墳丘は宮内庁が、周囲を取り巻く周濠は地元の農家組合が管理しており、現在は上部を植生が覆っている。
測量図から全長255メートルと推測されてきたが、宮内庁や奈良県立橿原考古学研究所、奈良市教育委員会による発掘調査結果が2020年11月20日発表され、後円部側周濠の北東と東の葺石の先で見つかった基底石を含めた全長は270-280メートルで、同じ佐紀古墳群の五社神古墳（全長267メートル）を上回り、日本国内で第12位になることが明らかとなった。
- 前方部幅 129.5メートル
- 後円部径 128メートル
- 全長 270-280メートル[1]
- 前方部高 16メートル
- 後円部高 19.8メートル

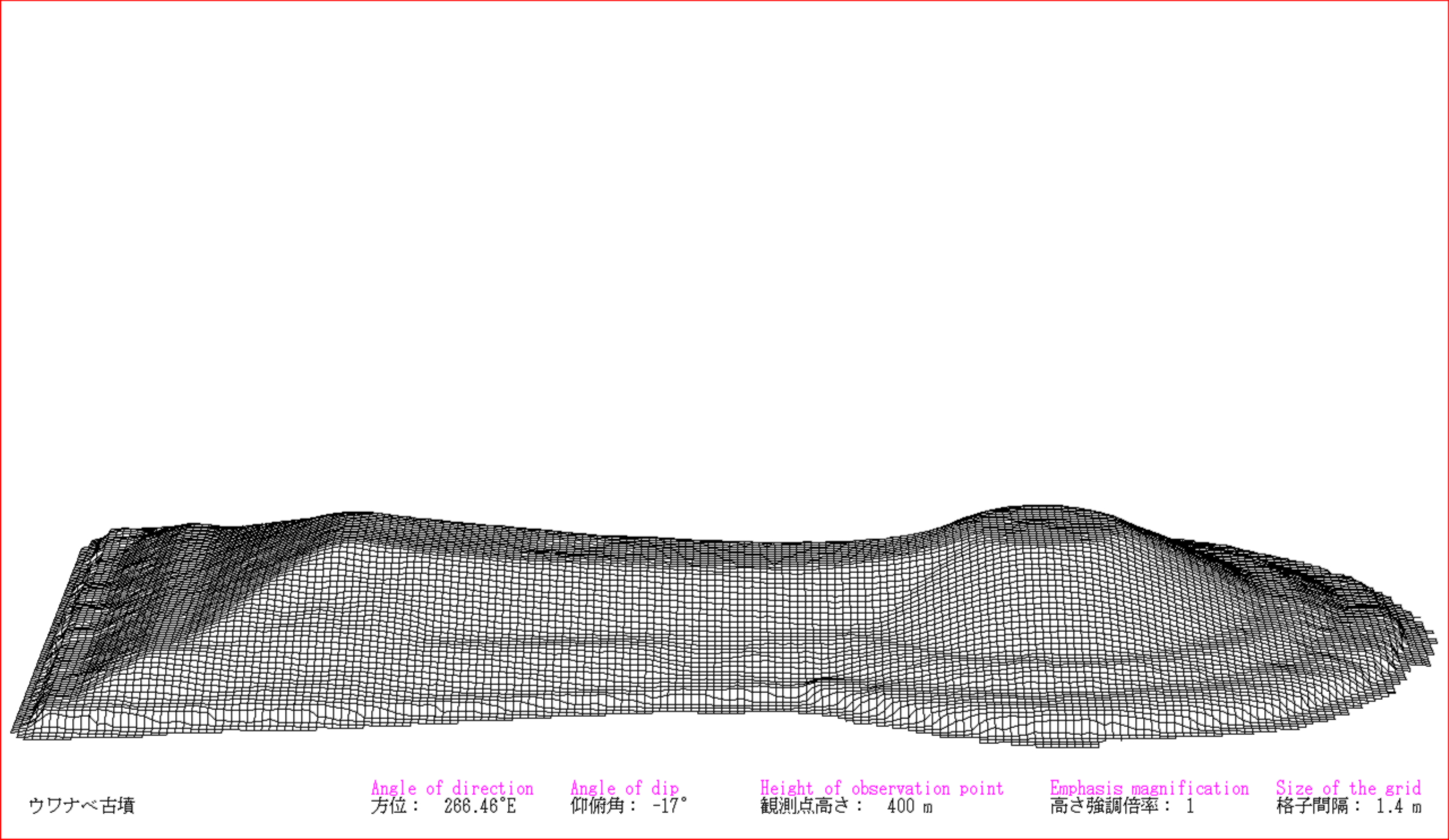
3DCGで描画。東方向から見る
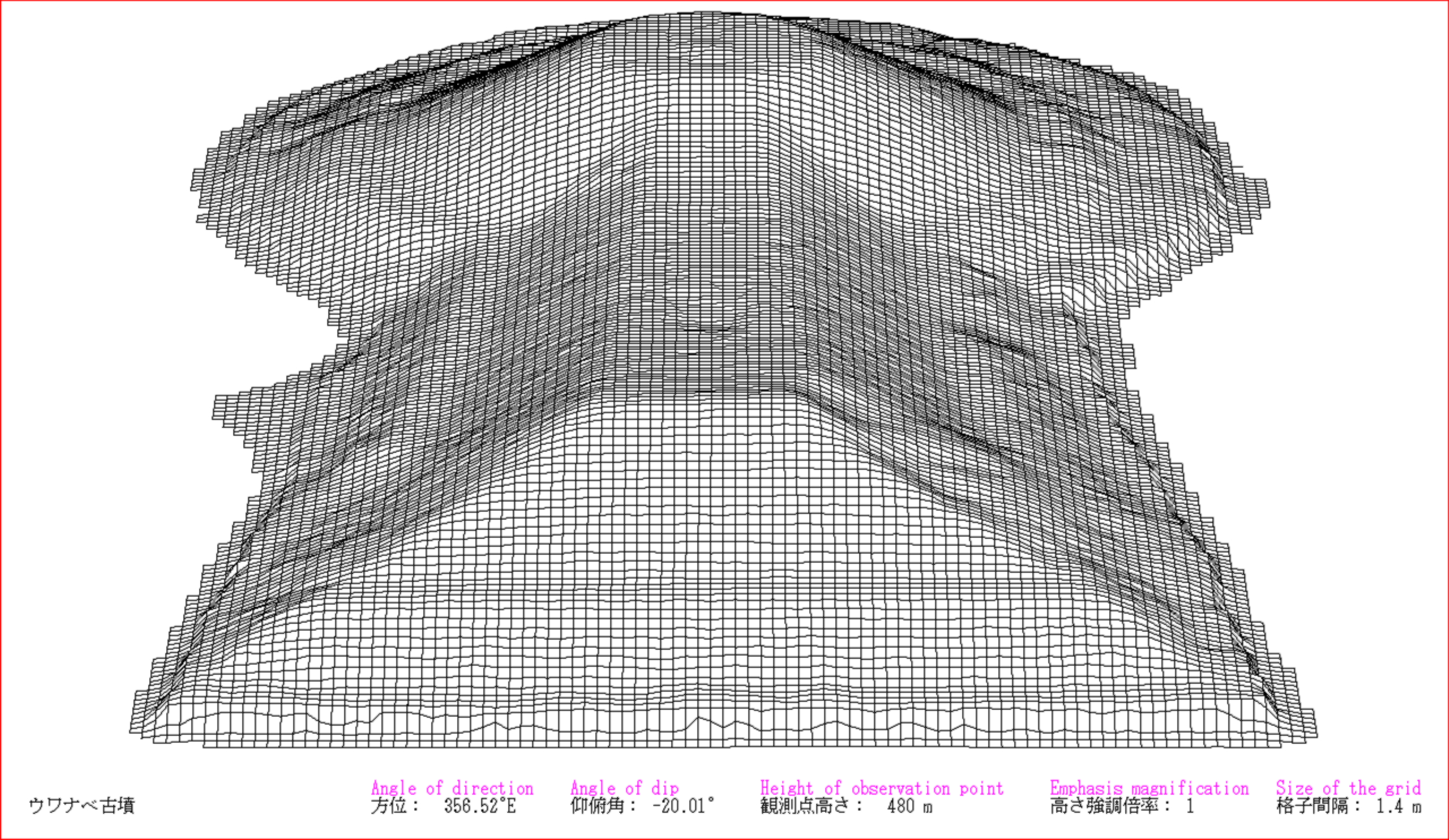
3DCGで描画。前方部正面から見る
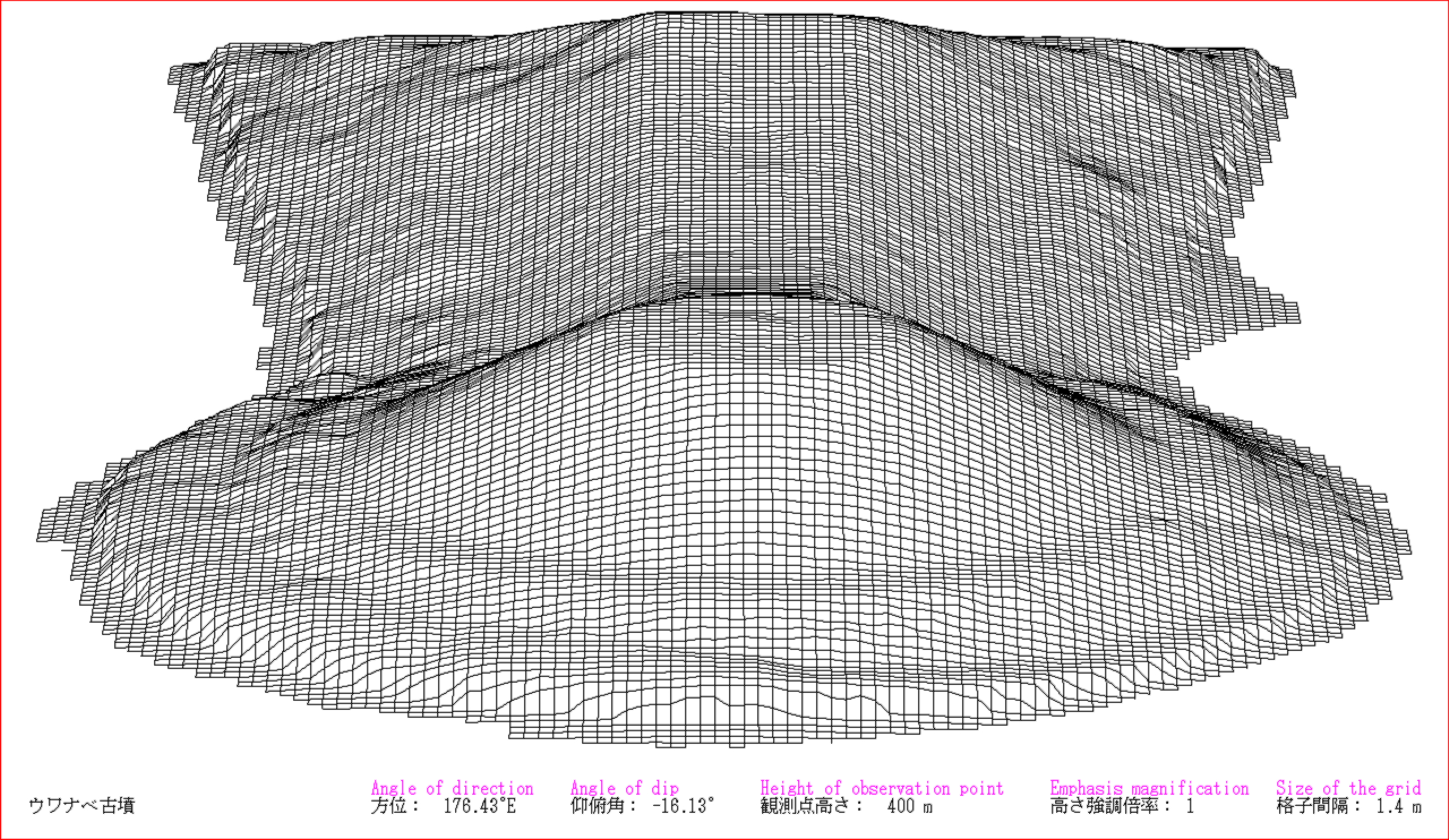
3DCGで描画。後円部方向から見る
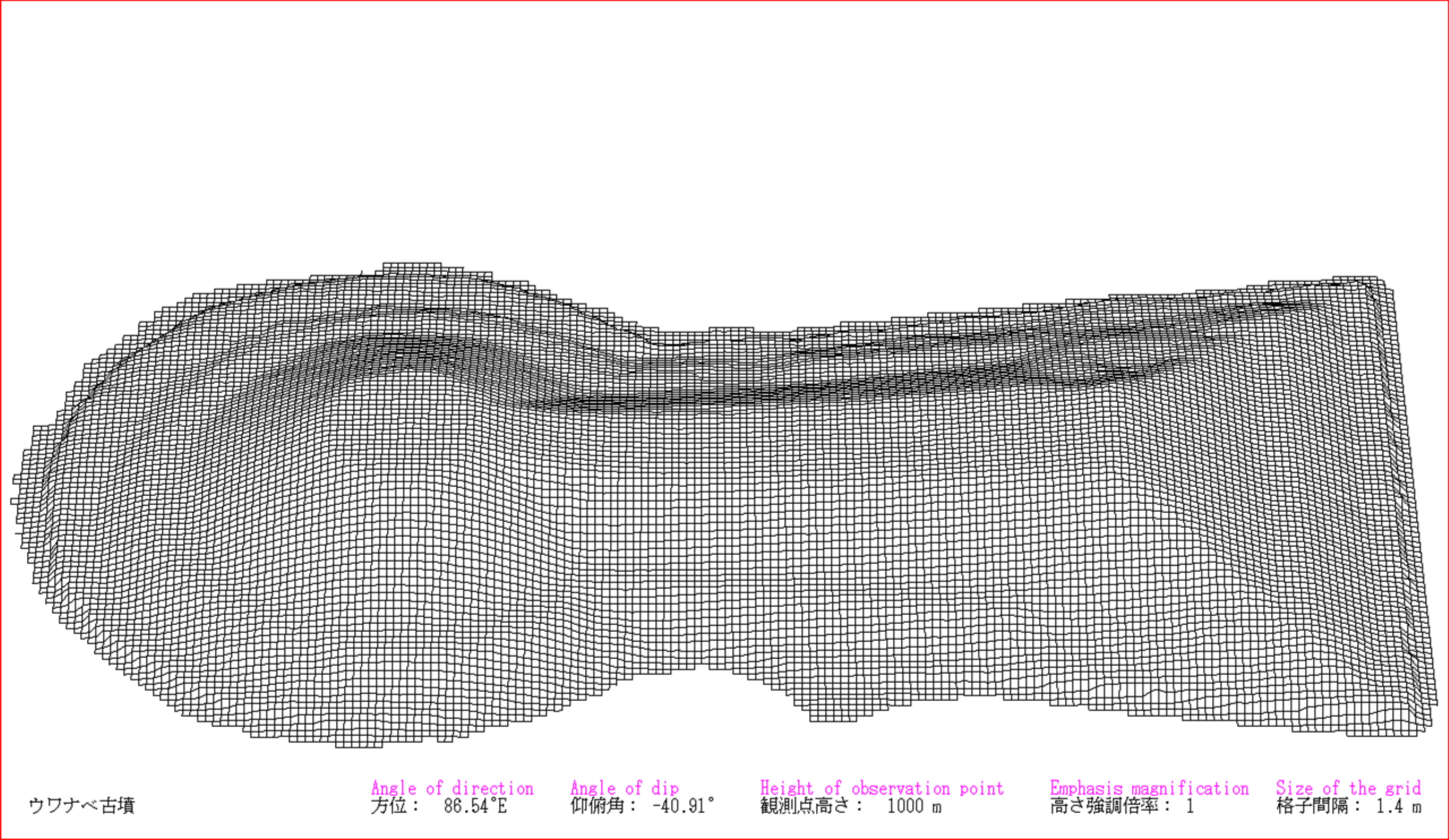
3DCGで描画。西方向から見る
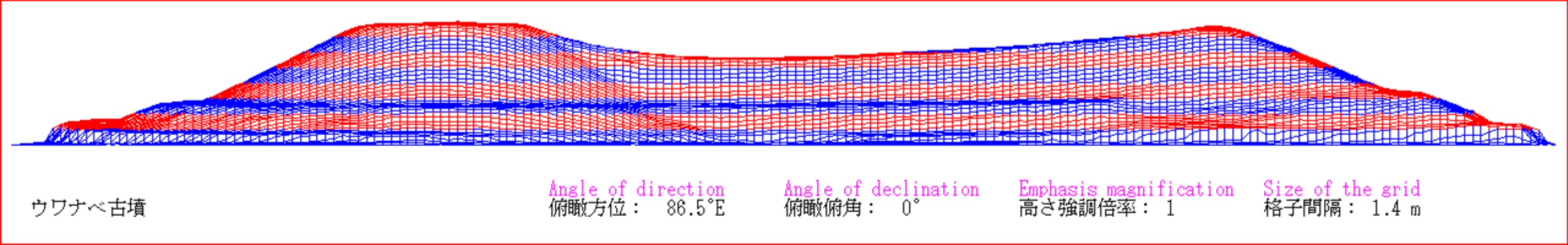
3DCGで描画。真横から見る

## 地勢
6世紀に奈良盆地で栄えた平城京（奈良市、大和郡山市、天理市他）の最北端に位置する佐紀盾列古墳群は、東西約12町のあいだに、東からウワナベ古墳、コナベ古墳、水上池、市庭古墳（平城天皇楊梅陵）が並び、北側にはヒシアゲ古墳（仁徳天皇の前皇后磐之媛命の平城坂上陵）、ヒシャゲ古墳外堤埴輪列（復元）などが並ぶ。
上記古墳のうち市庭古墳以外は周囲に堀がめぐらされており、遊水地の島といった様態である。

## 関連文献
（記事執筆に使用していない関連文献）
- 「平成29年度 墳丘外表面調査の成果報告 -宇和奈辺陵墓参考地-」『書陵部紀要 陵墓篇 第70号』宮内庁書陵部、2019年。
- 「宇和奈辺陵墓参考地整備工事予定区域事前調査」『書陵部紀要 陵墓篇 第73号』宮内庁書陵部、2022年。
  - 「附 宇和奈辺陵墓参考地にみられた石材の石種について」『書陵部紀要 陵墓篇 第73号』宮内庁書陵部、2022年。